# Nghi Sơn
Nghi Sơn est une ville de niveau district de la province de Thanh Hóa dans la côte centrale du Nord au Viêt Nam. 

## Présentation
Nghi Sơn était auparavant le district de Tĩnh Gia, un district rural de la province de Thanh Hóa, dont la capitale était située dans le canton de Tĩnh Gia. 
Le 22 avril 2020, le district de Tĩnh Gia a été dissous pour former la nouvelle ville de niveau district de Nghi Sơn .
Nghi Sơn a une superficie de 455,61 km². 